# O Amigo do Rei e da Nação
O Amigo do Rei e da Nação foi um periódico publicado no Rio de Janeiro, então capital do Brasil, às vésperas da Independência.
Publicado de Março a Junho de 1821, tinha linha editorial conservadora, afirmando-se que era protegido pelo Príncipe-Regente D. Pedro.